# Aids
Aids (av ”acquired immunodeficiency syndrome”, på svenska ”förvärvat immunbristsyndrom”) är en dödlig sjukdom som kännetecknas av svåra skador på CD4+ lymfocyterna i immunförsvaret, vilket medför att den drabbade blir extremt känslig för infektioner. Aids orsakas av humant immunbristvirus, hiv, och utgör slutstadiet av en hivinfektion. Världshälsoorganisationen har gjort skattningar att aids har dödat mer än 32 miljoner människor sedan det först upptäcktes (1981) till och med 2018, varav 770 000 under år 2018. Detta gör hiv till en av de värsta pandemierna genom historien. Den afrikanska virusstammen hiv-2 har övergått från att vara epidemisk till endemisk i Västafrika.

## Historia
Aids beskrevs först i slutet av 1970-talet av franska läkare som märkte hur homosexuella män i orimligt hög grad drabbades av ovanliga sjukdomar. Åren 1983–1984 identifierades viruset som sprider smittan. Det upptäcktes i det närmaste samtidigt av två forskargrupper (Luc Montagnier i Frankrike och Robert Gallo i USA) och kallades LAV (lymphadenopathy-associated virus) respektive HTLV-III (human T-lymphotropic virus type III), innan man enades om termen hiv (human immunodeficiency virus).
Det första aidsfallet som man har kunnat bekräfta i efterhand är en man i det dåvarande Belgiska Kongo år 1959. Det första bekräftade aidsfallet i Nordamerika är amerikanen Robert Rayford som dog i maj 1969, 16 år gammal. Norrmannen Arvid Noe, som dog 1976, är det första bekräftade aidsfallet i Europa. Även Noes hustru och yngsta dotter insjuknade i aids. Dottern, som dog 1975 vid sju års ålder, är det första bekräftade dödsfallet i aids i Europa. Danska Grethe Rask, som arbetade som kirurg i dåvarande Zaire på 1960- och 1970-talen och dog 1977, är också ett av de första bekräftade aidsfallen. Att dessa personer hade dött i aids upptäcktes dock först under andra halvan av 1980-talet. Roar Klingenberg (död 1984) var den första att diagnosticeras med aids i Sverige i december 1982.
Aids fick en enorm uppmärksamhet under senare delen av 1980-talet. En annars ovanlig form av cancer, Kaposis sarkom, spreds bland homosexuella män i USA och kallades bland annat "bögcancer". Rock Hudson var den första hollywoodskådespelare som gick ut med att han hade aids. Han avled 1985. De två första svenska dödsfallen i aids inträffade i augusti 1983: en 47-årig man avled den 12 augusti och 36-årig man den 23 augusti. 1987 kom den svenska bastuklubbslagen. Sighsten Herrgård var den första kändisen i Sverige som gick ut med att han hade aids 1987. Andra kända svenskar som dog i aids var Jacob Dahlin, Fredrik Roos och Ebbe Carlsson. Efter att rockikonen Freddie Mercury i november 1991 avlidit efter en lång tids sjukdom anordnade hans band Queen 1992 en hyllningsgala som gav mängder av pengar till aidsforskningen. Andra stjärnor som Elton John hakade på och startade insamlingar för att hitta ett botemedel mot aids.
Det finns nära 40 miljoner människor som lever med hiv eller aids. Av dem finns omkring tre fjärdedelar i Afrika söder om Sahara.

## Smittvägar
Hiv kan överföras mellan människor på fyra sätt:
- Sexuellt. Merparten av de smittade har fått viruset genom oskyddat sex. Vid oskyddat analsex föreligger ökad risk.

- Via injektionsverktyg. Framför allt narkotikamissbrukare som tar droger intravenöst riskerar att smittas via blod om de delar sprutor med någon som är smittad.

- Från mor till barn. Viruset kan överföras från mor till barn under de sista veckorna av graviditeten eller vid födseln. Spädbarn som ammas av en hivsmittad kvinna löper också risk att smittas av viruset. Med antiretroviral behandling kan dock risken att viruset överförs från mor till barn minskas ner till 1 procent. Utan behandling är risken för smitta 15–30 procent.

- Via transfusion av blodprodukter. Det är en synnerligen effektiv smittväg, som dock har eliminerats i Sverige genom noggranna kontroller under hela tillverkningskedjan av blodprodukter.

- Hiv finns i saliv, men det har dock aldrig kunnat påvisats att saliv skulle kunna överföra smitta. Viruset kan även finnas i urin, men då i så liten koncentration att risken för smitta är obetydlig.

## Symtom
Hivinfektionen har tre huvudfaser: Akut infektion, klinisk latens och aids.

### Akut infektion

De viktigaste symtomen på akut HIV-infektion

Många smittade utvecklar först en sjukdomsbild som liknar influensa eller körtelfeber, 2 till 4 veckor efter smittotillfället, medan andra inte har några märkbara symtom. Symtom som kan förekomma under primär hivinfektion är feber, svullna lymfkörtlar, halsont och hudutslag. Dessa symtom går över av sig själva varför de ofta inte väcker stor uppmärksamhet.

### Klinisk latens
Det kan dröja många år innan smittan upptäcks. 

### Aids
En långt gången infektion av hiv (i genomsnitt 7–10 år) leder till den sjukdomsbild som kallas aids. De symptom som kan uppstå är sjukdomar och sjukdomsförlopp som inte drabbar människor med normalt fungerande immunförsvar. Det handlar då om infektioner och angrepp av olika bakterier, virus, svampar och parasiter. Den som är aidssjuk löper risk att dö av exempelvis cancer eller svår lunginflammation.
WHO har utfärdat en lista över tio tillstånd av vilka minst ett ska vara uppfyllt för att den hivsmittade ska anses ha aids. Bland dessa tillstånd finns bland annat tuberkulos, hjärnhinneinflammation, eller avmagring kombinerat med diarré eller feber (som inte kan antas bero på något tillstånd som inte är relaterat till hivinfektionen).

### Tumörer

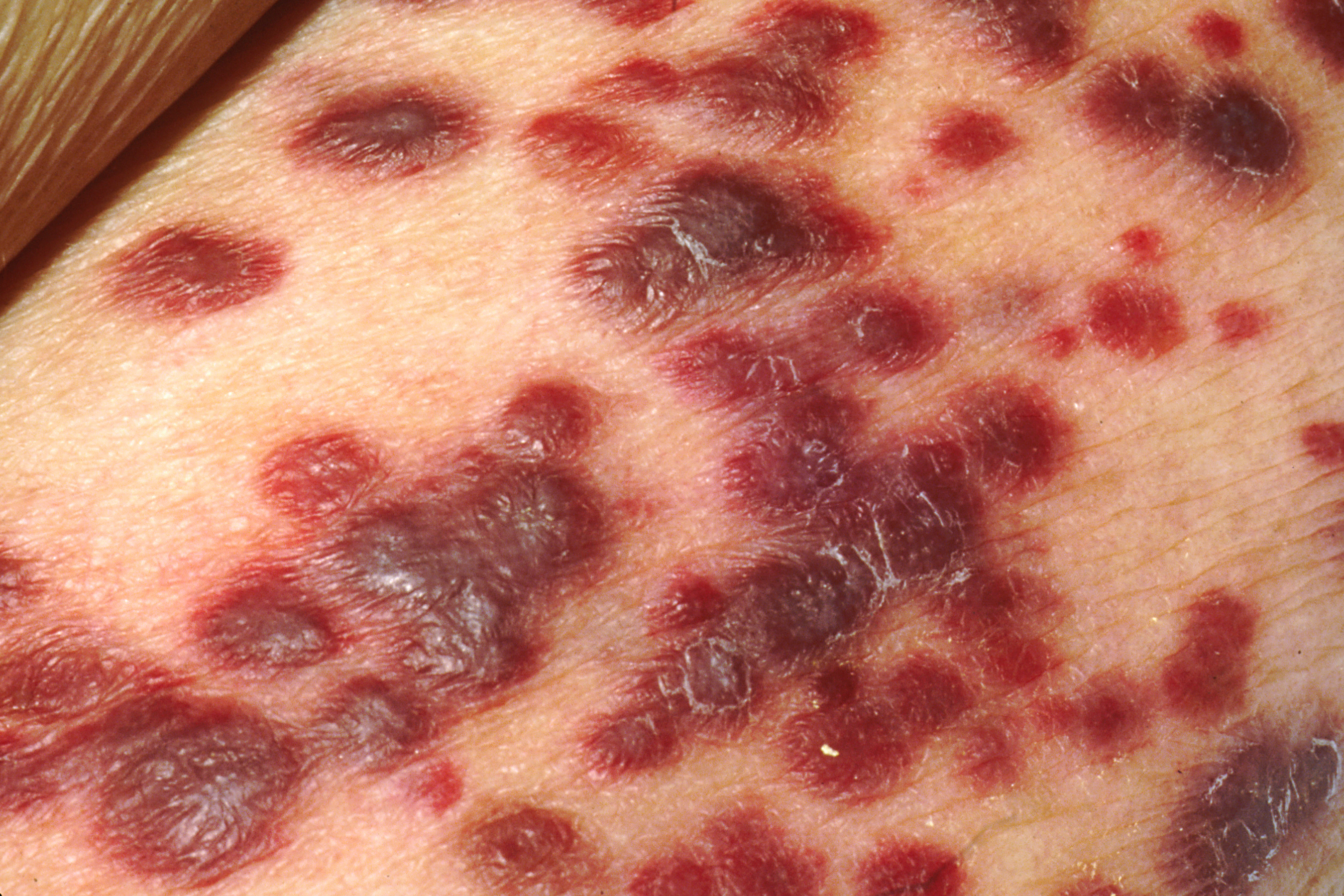
Kaposis-sarkoma lesion

Personer med en hivinfektion har en betydligt ökad risk för att insjukna i flera olika typer av cancer. Den främsta orsaken till den ökade risken är samtidig infektion med onkogena DNA-virus såsom Epstein-Barr-virus, Kaposis sarkom-associerat herpesvirus och humant papillomavirus. Kaposis sarkom är den vanligaste tumören hos hiv-infekterade personer, vanligen ses Karposis sarkom som lilaaktiga knutor på huden, men förändringarna kan också finnas i inre organ. 
Andra cancertyper som anses vara aidsdefinierande hos hivinfekterade är Burkitts lymfom och invasiv cervixcancer hos kvinnor.

### Andra opportunistiska infektioner
Cytomegalovirus-retinit orsakas av cytomegalovirus och kan leda till blindhet.

## Patofysiologi
Hiv orsakar aids genom att successivt förstöra kroppens CD4+ T-hjälparceller. En ofta använd klinisk definition av aids är att det finns färre än 200 CD4+ per milliliter blod och att man till följd av detta drabbats av så kallade opportunistiska infektioner, det vill säga infektioner av smittämnen som man normalt inte borde bli sjuk av, eller infektioner som blir betydligt allvarligare än normalt. I takt med att antalet kroppens immunceller minskar ökar mottagligheten för opportunistiska infektioner.

## Prevention
För samtliga av de fyra sätt på vilket hiv överförs mellan människor finns det effektiva preventiva åtgärder.
1. Sexuell överföring. Det mest effektiva sättet att hindra smittspridning genom sex är att använda kondom. Avhållsamhet rekommenderas också som ett sätt att minska spridningen, framför allt av grupper och länder som av religiösa skäl motsätter sig användandet av kondom. Att hålla sig till endast en partner, som gör detsamma, tar också helt bort risken för att bli smittad genom sexuell överföring.
2. Via sprutor. De flesta som smittas via blod är missbrukare som får smittan via använda sprutor och kanyler. För att hindra sådan smitta krävs information om riskerna och möjlighet för narkomaner att använda rena injektionsverktyg. Att ge narkomaner möjlighet att byta använda sprutor mot nya, rena, har också visat sig vara ett sätt att hindra smittspridning av hiv och andra sjukdomar som sprids via använda sprutor.
3. Från mor till barn. Risken för smitta från mor till barn kan minskas drastiskt genom att ge antiretrovirala mediciner till gravida kvinnor, för att minska förekomsten av viruset innan och under förlossningen. När det finns tillgång på säker och tillräcklig ersättningsföda rekommenderas hivsmittade mödrar att inte amma sina barn.
4. Via transfusion av blodprodukter. Genom noggranna kontroller av alla steg i tillverkningskedjan av blodprodukter kan risken för transfusionssmitta nå i det närmaste noll.

## Behandling av hivinfektion
Det finns ingen botande behandling för hivinfektion idag. Det finns dock ett antal antiretrovirala läkemedel, så kallade  bromsmediciner, som minskar virusmängden i blodet till knappt mätbara nivåer. Med en välinställd hivbehandling är sjukdomen inte ens överförbar via oskyddat sex.   En välinställd hivbehandling gör att en hivinfektion inte är en smittsam dödlig sjukdom utan en kronisk sjukdom som inte smittar.
Det enda kända fall där en person friskförklarats är efter en benmärgstransplantation från en donator med en genetisk mutation som gör bäraren immun mot hivinfektion. Denna operation lyckas sällan. Läkarvetenskapen tror i dag inte att en botande medicin är lösningen på problemet. 

## Stigma och diskriminering
Stigmatiseringen av personer som är HIV-positiva är mycket utbredd och leder tillsammans med okunskap, rädsla och fördomar till att dessa ofta utsätts för diskriminering. Denna diskriminering slår extra hårt mot grupper som redan är marginaliserade grupper med hög prevalens av HIV, så som sexarbetare, HBTQ+ personer och missbrukare. 
Denna stigmatisering existerar även bland vårdpersonal, vilket påverkar den vård de får. En studie publicerad 2024 visade att en betydande andel av de som jobbar inom vården i Europa och Centralasien undviker fysisk kontakt med eller använder dubbla handskar vid behandling av HIV-positiva patienter. Vissa av dessa uttryckte även skepsis mot att behandla personer tillhörande grupper med hög prevalens av HIV. 